# Aerangis megaphylla
Aerangis megaphylla é uma espécie de orquídea monopodial epífita, família Orchidaceae, que habita Ano Bom.